# 外城田駅

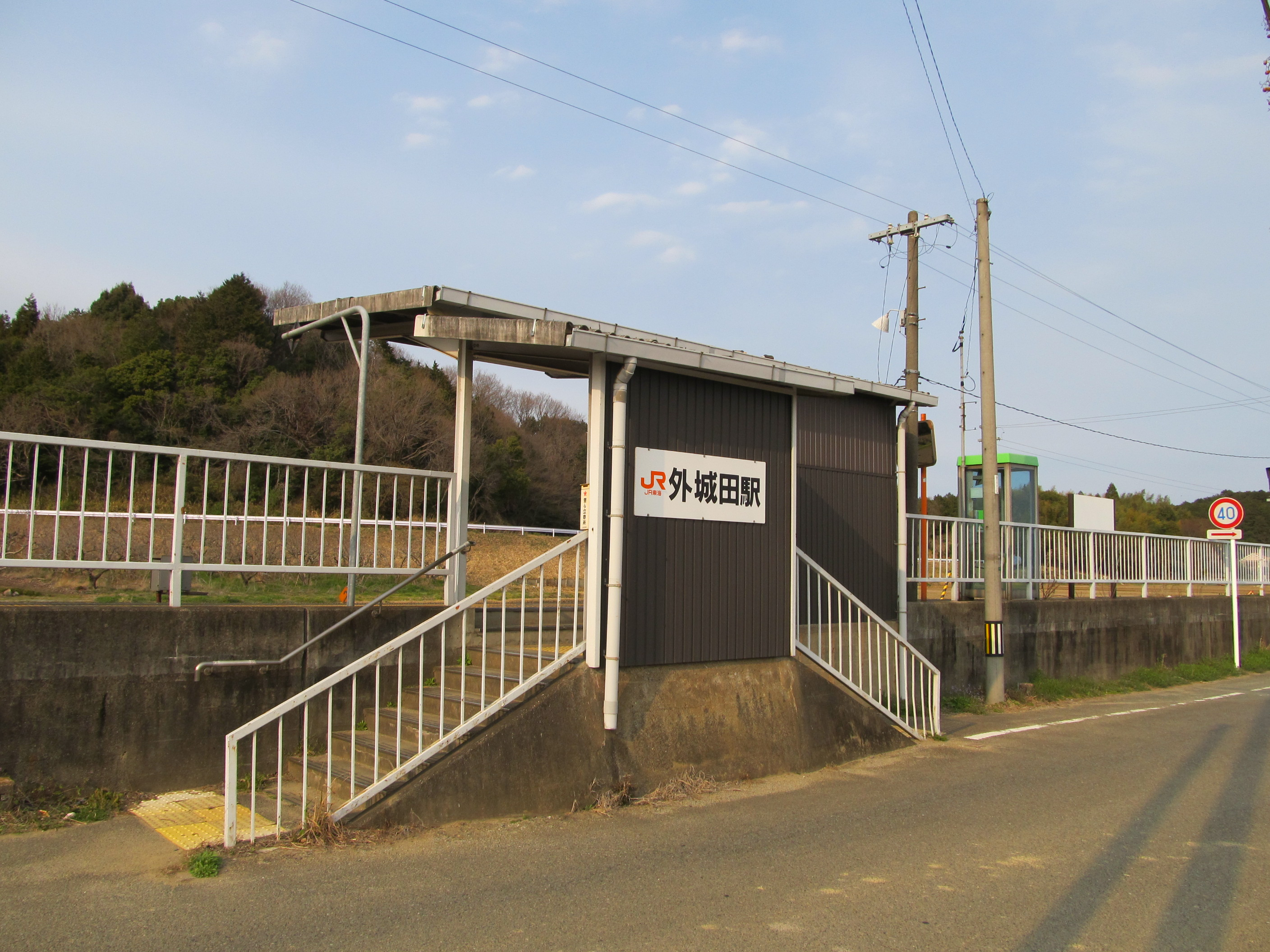
出入口（2011年4月）

外城田駅（ときだえき）は、三重県多気郡多気町土羽にある、東海旅客鉄道（JR東海）参宮線の駅である。
快速「みえ」は、伊勢市駅始発・終着列車のみ停車する。

## 歴史
建設費全額分の利用債を地元が引き受けて建設された。
- 1963年（昭和38年）4月1日：国鉄参宮線多気駅 - 田丸駅間に新設[1][3]。旅客のみ取扱う無人駅[4]。
- 1987年（昭和62年）4月1日：国鉄分割民営化に伴い、JR東海の駅となる[1]。

## 駅構造
単式ホーム1面1線を有する地上駅。
多気駅管理の無人駅。駅舎は無く、直接ホームへ入る形となっている。

## 利用状況
「三重県統計書」によると、近年の1日平均乗車人員の推移は以下の通り。
| 年度   | 1日平均 乗車人員 |
| ------ | ---------------- |
| 1998年 | 95               |
| 1999年 | 101              |
| 2000年 | 92               |
| 2001年 | 85               |
| 2002年 | 82               |
| 2003年 | 82               |
| 2004年 | 85               |
| 2005年 | 86               |
| 2006年 | 88               |
| 2007年 | 88               |
| 2008年 | 87               |
| 2009年 | 87               |
| 2010年 | 95               |
| 2011年 | 97               |
| 2012年 | 114              |
| 2013年 | 113              |
| 2014年 | 115              |
| 2015年 | 108              |
| 2016年 | 120              |
| 2017年 | 121              |
| 2018年 | 123              |
| 2019年 | 109              |

## 駅周辺
多気駅 - 当駅 - 田丸駅間は、旧街道である伊勢本街道が平行している。
度会郡玉城町との境界近くにあり玉城町蚊野地区、朝久田地区等が利用圏に入っている。
- 御船神社・牟弥乃神社
- 蚊野神社・蚊野御前神社
- 朽羅神社
- 棒原神社
- 坂手国生神社
- しあわせの宮

## 隣の駅
東海旅客鉄道（JR東海）
■参宮線
■快速「みえ」
通過
■快速「みえ」（朝夕の一部列車）
多気駅 - 外城田駅 - 田丸駅
■普通
多気駅  外城田駅 - 田丸駅